# Peliosanthes divaricatanthera
Peliosanthes divaricatanthera är en sparrisväxtart som beskrevs av Noriyuki Tanaka. Peliosanthes divaricatanthera ingår i släktet Peliosanthes och familjen sparrisväxter. Inga underarter finns listade i Catalogue of Life.